# Xanthoparmelia viridis
Xanthoparmelia viridis är en lavart som beskrevs av Hale. Xanthoparmelia viridis ingår i släktet Xanthoparmelia och familjen Parmeliaceae.   Inga underarter finns listade i Catalogue of Life.